# Rorýsovití
Rorýsovití (Apodidae) je čeleď ptáků z řádu svišťounů. Zahrnuje skupinu malých a středně velkých ptáků přizpůsobených životu ve vzduchu. Jejich těla jsou aerodynamická, křídla jsou většinou dlouhá, srpovitá. Zobák je krátký a široký. Většina druhů má pamprodaktylní nohy, které jsou přizpůsobené zavěšení. Primitivní druhy čeledi rorýsovitých mají anizodaktylní nohu uzpůsobenou usedání na větvích.

## Triby a rody
- Apodidae – rorýsovití
  - Cypseloidinae (2 rody, 13 druhů) – primitivní američtí rorýsi
    - Cypseloides (8 druhů) – rorýs, např. rorýs černý (Cypseloides niger)
    - Streptoprocne (5 druhů) – rorýs, např. rorýs bělokrký (Streptoprocne zonaris)

  - Apodinae (3 triby, 17 rodů, 83 druhů) – rorýsi vlastní
    - Chaeturini (7 rodů, 25 druhů) – „ostnoocasí“
      - Mearnsia (2 druhy) – rorýs
      - Zoonavena (3 druhy) – rorýs
      - Telecanthura (2 druhy) – rorýs
      - Rhaphidura (2 druhy) – rorýs
      - Neafrapus (2 druhy) – rorýs
      - Chaetura (10 druhů) – rorýs, např. rorýs ostnitý (Chaetura pelagica), rorýs srpokřídlý (Chaetura vauxi)
      - Hirundapus (4 druhy) – rorýs, např. rorýs východní (Hirundapus caudacutus)

    - Collocaliini (4 rody, 29 druhů) – „salangany“
      - Collocalia (3 druhy) – salangana
      - Hydrochous (1 druh) – salangana
      - Aerodramus (23 druhů) – salangana, např. salangana ostrovní (Aerodramus fuciphagus)
      - Schoutedenapus (2 druhy) – rorýs

    - Apodini (6 rodů, 29 druhů) – „typičtí rorýsi“
      - Aeronautes (3 druhy) – rorýs, např. rorýs bělohrdlý (Aeronautes saxatalis)
      - Tachornis (3 druhy) – rorýs
      - Panyptila (2 druhy) – rorýs, např. rorýs větší (Panyptila sanctihieronymi)
      - Cypsiurus (2 druhy) – rorýs
      - Tachymarptis (2 druhy) – rorýs, např. rorýs velký (Tachymarptis melba)
      - Apus (17 druhů) – rorýs, např. rorýs obecný (Apus apus), rorýs východoasijský (Apus pacificus), rorýs šedohnědý (Apus pallidus), rorýs jednobarvý (Apus unicolor)

## Zajímavost
V roce 2019 byl organizací Swifts Without Frontiers prvně vyhlášen 7. červen Světovým dnem rorýsů.